# Kazimiera Krakowiak
Kazimiera Krakowiak (ur. 4 marca 1946 w Bychawie) – polska pedagog i językoznawca, profesor nauk społecznych, dr hab. nauk humanistycznych, specjalistka w dziedzinie surdopedagogiki, językoznawstwa stosowanego, audiofonologii i logopedii. 
Odznaczona Krzyżem Kawalerskim Orderu Odrodzenia Polski i Medalem Komisji Edukacji Narodowej.

## Życiorys
Studia polonistyczne odbyła na Uniwersytecie Jagiellońskim w latach 1964–1969. Stopień doktora nauk humanistycznych uzyskała na Wydziale Filologicznym UJ w 1979 r. Habilitacja w roku 1996, na Uniwersytecie Marii Curie-Skłodowskiej w Lublinie, na podstawie pracy „Fonogesty jako narzędzie formowania języka dzieci  z uszkodzonym słuchem”.
W 2014 otrzymała nominację profesorską z rąk Prezydenta RP.

### Działalność naukowa
Zajmuje się zastosowaniem teorii lingwistycznych i wyników badań językoznawczych w wychowaniu językowym dzieci i młodzieży z uszkodzeniami słuchu. Twórczyni polskiej metody fonogestów, wzorowanej na koncepcji Cued Speech R. Orina Cornetta, umożliwiającej osobom z głębokim prelingwalnym uszkodzeniem słuchu biegle opanować język polski w mowie i  piśmie. 
Organizatorka trwającego 10 lat eksperymentu pedagogicznego w dziedzinie surdopedagogiki. Autorka koncepcji wychowania językowego opartego na podwójnym dostosowaniu się rozmówców – słyszącego i niesłyszącego. Stworzyła teoretyczne podstawy opisu systemu komunikacyjnego wspólnoty niesłyszących. 
Opublikowała ponad 120 prac (w tym 5 monografii), przygotowała kilka prac zbiorowych. Pod jej kierunkiem 13 osób napisało prace doktorskie, a 261 magisterskie.

## Nagrody i wyróżnienia
- 1979, Nagroda Dyrektora Instytutu Kształcenia Nauczycieli za osiągnięcia dydaktyczno-naukowe.
- 1986, Nagroda Dyrektora Instytutu Kształcenia Nauczycieli za osiągnięcia w pracy dydaktyczno-wychowawczej.
- 1989, Nagroda Ministra Edukacji Narodowej (indywidualna stopnia trzeciego z tytułu osiągnięć naukowych i postępu technicznego).
- 1996, Nagroda Rektora Uniwersytetu Marii Curie-Skłodowskiej pierwszego stopnia.
- 2001, Nagroda Rektora Katolickiego Uniwersytetu Lubelskiego indywidualna drugiego stopnia.
- 2005, Krzyż Kawalerski Orderu Odrodzenia Polski.
- 2006, Nagroda Rektora Katolickiego Uniwersytetu Lubelskiego zespołowa trzeciego stopnia;
- 2007, Medal Komisji Edukacji Narodowej;
- 2007, Nagroda Rektora Katolickiego Uniwersytetu Lubelskiego indywidualna drugiego stopnia.

## Wybrane publikacje[1]
- Umiejętności komunikacyjne dziecka z uszkodzonym słuchem, (wspólnie z Marią Panasiuk), Lublin: UMCS Zakład Logopedii i Językoznawstwa stosowanego 1992, Komunikacja Językowa i Jej Zaburzenia 3.
- Fonogesty jako narzędzie formowania języka dzieci z uszkodzonym słuchem, Lublin: Wyd. UMCS 1995, Komunikacja Językowa i Jej Zaburzenia 9 (praca habilitacyjna).
- W sprawie kształcenia języka dzieci i młodzieży z uszkodzonym słuchem. Dla rodziców, lekarzy, logopedów, psychologów i nauczycieli, Lublin: Wyd. UMCS 1998, Komunikacja Językowa i Jej Zaburzenia 3.
- Studia i szkice o wychowaniu dzieci z uszkodzeniami słuchu. Lublin: Wyd. KUL 2006.
- Dar języka. Podręcznik metodyki wychowania językowego dzieci i młodzieży z uszkodzeniami narządu słuchu, Lublin: Wydawnictwo Katolickiego Uniwersytetu Lubelskiego Jana Pawła II 2012.